# Союз русских художников (1903—1923)
«Сою́з ру́сских худо́жников» (сокр. СРХ) — творческое объединение художников России начала XX века.
Был основан в 1903 году по инициативе Константина Юона, Абрама Архипова, Игоря Грабаря, Аркадия Рылова. В появлении Союза сыграли роль московские художники передвижнического направления, ученики Московского училища живописи, ваяния и зодчества и художественное объединение Санкт-Петербурга «Мир искусства».
Своей главной целью Союз русских художников считал содействие «распространению произведений русского искусства» и «обеспечение членам Союза сбыта их художественных произведений».

## История
Решение о создании выставочной организации — «Союза Русских Художников» (СРХ) — было принято 15 (28) февраля 1903 года в Санкт-Петербурге на собрании участников объединения «Мир искусства» и московской группы «36-ти художников». В конце года, 22 декабря в Москве в помещении Строгановского училища открылась первая выставка СХР, проходившая до 8 января 1904 года. В состав её участников вошли: Аладжалов М. Х., Архипов А. Е., Бакст Л. С., Бакшеев В. Н., Бенуа А. Н., Билибин И. Я., Браз О. Э.,Васнецов А. М., Виноградов С. А., Врубель М. А., Головин А. Я., Грабарь И. Э., Досекин Н. В., Дурнов М. А., Иванов С. В., Клодт Н. А., Коровин К. А., Коровин С. А., Лансере Е. Е., Малютин С. В., Малявин Ф. А., Мамонтов М. А., Остроухов И. С., Пастернак Л. О., Первухин К. К., Переплетчиков В. В., Рерих Н. К., Рябушкин А. П., Сомов К. А., Степанов А. С., Тархов Н. А., Трубецкой П. П., Ционглинский Я. Ф., Юон К. Ф., Яремич С. П.
Первоначально Союз включал московских (А. Е. Архипов, А. М. Васнецов, С. А. Виноградов, С. Ю. Жуковский, С. В. Иванов, К. А. Коровин, С. В. Малютин, В. В. Переплётчиков, П. И. Петровичев, А. А. Рылов, А. С. Степанов, Л. В. Туржанский, К. Ф. Юон и др.) и петербургских живописцев (А. Н. Бенуа, М. В. Добужинский, К. А. Сомов и др.). Стилистическое единство он приобрёл после выхода из него в 1910 году из-за творческих разногласий группы петербургских художников. После ухода петербургской группы в Союзе осталось всего 17 человек — ровно столько, сколько было при организации объединения. Положение стало критическим и 3 октябре 1910 года москвичи созвали экстренное собрание, на котором было решено пригласить на свою выставку художников Бродского, Рылова, Масютина, Средина, Судьбинина и Яковлева.
В период 1904—1922 годов Союзом русских художников проведено 16 выставок, имевших небывалый успех у зрителей, ценителей искусства и коллекционеров.
В 1923 году, 13 мая, в Москве открылась «Весенняя выставка» СРХ, которая стала последней в истории объединения. Некоторые участники Союза русских художников вошли в «Объединение художников-реалистов» и АХРР.
Журнал заседаний «Союза русских художников» находится в РГАЛИ (Ф. 94).

## Художники, входившие в СРХ
- Агапьева Н. Н.,
- Аладжалов М. Х.,
- Архипов А. Е.,
- Бакст Л. С.,
- Бакшеев В. Н.,
- Бенуа А. Н.,
- Билибин И. Я.,
- Браз О. Э.,
- Бычков В. П.,
- Бялыницкий-Бируля В. К.,
- Васнецов А. М.,
- Виноградов С. А.,
- Врубель М. А.,
- Головин А. Я.,
- Грабарь И. Э.,
- Добужинский М. В.,
- Досекин Н. В.,
- Дурнов М. А.,
- Жуковский С. Ю.,
- Зедделер Н. Н.,
- Иванов С. В.,
- Клодт Н. А.,
- Коровин К. А.,
- Коровин С. А.,
- Лансере Е. Е.,
- Малютин С. В.,
- Малявин Ф. А.,
- Мамонтов М. А.,
- Остроухов И. С.,
- Пастернак Л. О.,
- Первухин К. К.,
- Переплётчиков В. В.,
- Петровичев П. И.,
- Рерих Н. К.,
- Рылов А. А.,
- Рябушкин А. П.,
- Сомов К. А.,
- Степанов А. С.,
- Тархов Н. А.,
- Трубецкой П. П.,
- Туржанский Л. В.,
- Хвостенко В. В.,
- Ционглинский Я. Ф.,
- С. А. Цыба[источник не указан 2172 дня],
- В. Н. Шульга[источник не указан 2172 дня],
- Юон К. Ф.,
- Яремич С. П.

## Выставки
- Москва, 1905: Каталог выставки картин «Союз русских художников»
- Санкт-Петербург, 1906—1907
- VI. Москва, 1908—1909: Каталог VI выставки Союза русских художников
- VI. Одесса, 1909
- VII. Москва, 1909—1910: Каталог VII выставки Союза русских художников
- VII. Санкт-Петербург, 1910: Каталог VII выставки Союза русских художников
- VII. Киев, 1910: Каталог выставки картин Союза русских художников
- VIII. Москва, 1910—1911
- VIII. Санкт-Петербург, 1911
- IX. Санкт-Петербург, 1912
- X. Москва, 1912—1913: Каталог X выставки картин Союза русских художников
- XI. Москва, 1913—1914: Каталог XI выставки картин Союза русских художников
- XI. Санкт-Петербург, 1914: Каталог XI выставки картин Союза русских художников
- XI. Казань, 1914: Каталог XI выставки картин Союза русских художников
- XII. Москва, 1914—1915: Каталог XII выставки картин Союза русских художников
- XII. Петроград, 1915
- XIII. Москва, 1915—1916
- XIII. Петроград, 1916
- XIV. Москва, 1916—1917: Каталог XIV выставки картин Союза русских художников
- XV. Москва, 1918
- XVI. Москва, 1922
- XVII. Москва, 1923

## Галерея

### Избранные работы
- Аркадий Александрович Рылов. Зелёный шум. 1904 Холст, масло. 107 × 146 см Государственный Русский музей
- Константин Фёдорович Юон. Ростов Великий зимой. 1906 Холст, масло. 70 x 96см Серпуховский историко-художественный музей
- Игорь Грабарь. Февральская лазурь. 1904 Холст, масло. 141 х 83 см Государственная Третьяковская галерея
- Аркадий Александрович Рылов. В голубом просторе. 1918 Холст, масло.109 x 152 см Государственная Третьяковская галерея